# Never Clever
«Never Clever» —en español: «Nunca listo»— es una canción de la banda británica de rock alternativo Blur, iba a ser lanzada como sencillo pero después de las malas ventas del sencillo «Popscene» se canceló. Posteriormente se lanzaría en formato CD en un álbum recopilatorio de 1997 que elaboró su sello discográfico Food Records.
La canción está compuesta en dos versiones, la versión original y la versión en vivo.

## Historia
Se lanzó a principios de 1992, pero fracasó, el álbum en el que se suponía que debía estar fue descartado y, para castigar a la audiencia, la banda se ha negado a publicarlo en ninguna compilación de Blur desde entonces, a pesar de estar en casi todos de sus repertorios de canciones.
Desde entonces, se ha lanzado una versión en vivo, grabada en Glastonbury '92, como lado B de «Chemical World», mientras que se incluyó una versión de estudio más pulida en el álbum de aniversario de Food Records, Food 100.

## Personal
- Damon Albarn: voz principal
- Graham Coxon: guitarra eléctrica, coros
- Alex James: bajo
- Dave Rowntree: batería